# Barrier Highway
De Barrier Highway is een autoweg in de Australische deelstaten New South Wales (National Route 32) en Zuid-Australië (National Route A32).
De Barrier Highway begint bij Nyngan waar deze zich afsplitst van de Mitchell Highway. De weg gaat dan naar het westen richting Cobar, via Hermidale en Boppy Mountain. De weg gaat dan verder naar Wilcannia waar de Darling wordt gekruist. Verder naar het westen, iets na Broken Hill, gaat de weg de grens met Zuid-Australië over. Hierna gaat het in de richting van Adelaide. Bij Giles Corner, tussen Riverton en Tarlee, loopt de weg samen met de Main North Road. De weg gaat als A32 verder naar Gawler, waar de weg zich samenvoegt met de Sturt Highway (National Route A20).
Het gebied dat door de Barrier Highway doorkruist wordt is afgelegen en nagenoeg onbewoond.